# Solegnathus dunckeri
Duncker's pipehorse (Solegnathus dunckeri) là một loài cá in the Syngnathidae family. It is đặc hữu to Australia. Its natural habitats are open seas, biển nông, subtidal aquatic beds, coral reefs, and estuarine waters.